# Darío Ferreira
Darío Ferreira (Rocha, Uruguay; 9 de febrero de 1987) es un futbolista uruguayo. Juega de Defensa y actualmente juega en el Rocha FC

## Clubes
| Club                      | País        | Año         |
| ------------------------- | ----------- | ----------- |
| Club Nacional de Football | Uruguay     | 2007 - 2008 |
| Bella Vista               | Uruguay     | 2008 - 2009 |
| Montevideo Wanderers      | Uruguay     | 2009 - 2010 |
| Cerro                     | Uruguay     | 2010 - 2011 |
| Boca Unidos               | Argentina   | 2011 - 2012 |
| Club Atlético Alvarado    | Argentina   | 2012 - 2013 |
| Rocha                     | Uruguay     | 2013 - 2015 |
| Maldonado                 | Uruguay     | 2015 - 2016 |
| Alianza Fútbol Club       | El Salvador | 2016 - 2018 |
| Xelajú MC                 | Guatemala   | 2019 -      |
| Rocha                     | Uruguay     | 2020 - 2022 |
| Palermo (Rocha)           | Uruguay     | 2022        |